# Пећина под липом
Пећина Под липом је пећина која се налази на Гласиначкој висоравни, у засеоку Кадића Брдо, село Кнежина, Општина Соколац, Република Српска, БиХ. Устаљени назив пећине међу локалним становништвом је пећина Подлипа. 
Прво систематско археолошко истраживање локалитета на Кадића Брду, извршено је 1991. године под вођством археолога Зилке Кујунџић-Вејзагић из Земаљског музеја у Сарајеву. 
У свим сондама откривен је богат археолошки материјал, камене алатке и оруђа односно артефакти који су датирани у доњи, средњи и горњи палеолит. У двије сонде испред пећине, пронађени су остаци пећинског медвједа (Ursus spelaeus). Палеолитски ловци-сакупљачи у пећини Под липом оставили су урезане знаке у камену који представљају палеолитску умјетност. Ови урези су једини пано са пећинском умјетношћу из палеолита у источној Републици Српској. Пећину је насељавао прачовјек током дужег временског периода, а ово налазиште је од прворазредног значаја за читаву југоисточну Европу. На локалитету Под липом пронађени су остаци неандерталца стари око 40.000 година.
Ова пећина је под заштитом Завода за заштиту културно историјског и природног насљеђа Републике Српске, и спада у природно добро I категорије.

## Локалитет
Геолошка грађа ширег подручја пећине припада структурно-фацијалној јединици Централној офиолитској зони, поред мезозојских карбонатних маса у пећини су заступљени и седименти квартарне старости. Најстарији евидентирани седименти пећине припадају средњем и горњем тријасу. У пећини су присутни тамносиве, сиве, жућкасте и румене боје кречњака. Квартарне творевине у околини ове пећине представљају језерски и ријечни седименти тераса и алувијални наноси мале могућности. Материјал језерских седимената је разнолик.

## Новија истраживања
Новија истраживања пећине Под липом извршена су 2015. године под вођством проф. др Душана Михајловића са Филозофског факултета Универзитета у Београду.